# Boreosphenida
Ce taxon est aujourd'hui obsolète.
Infra-classe
Les Boreosphenida (boréosphénides en français) sont une infra-classe qui regroupe les métathériens et les euthériens, c'est-à-dire tous les thériens actuellement existants. Ce clade est désormais obsolète car il s'agit d'un synonyme d'un autre taxon, les Tribosphenida.

## Systématique
L'infra-classe des Boreosphenida a été créée en 2001 par les paléontologues et zoologistes Zhe-Xi Luo (d), Richard Cifelli & Zofia Kielan-Jaworowska.

## Étymologie
Le terme Boreosphenida dérive du latin boreas, « vent du nord » et du grec ancien σφήν, sphến, « coin », et fait référence à leur répartition située dans l'hémisphère nord et ce en opposition avec les Australosphenida dont la répartition se situait dans l'hémisphère sud.

## Publication originale
- (en) Zhe-Xi Luo, Richard L. Cifelli et Zofia Kielan-Jaworowska, « Dual origin of tribosphenic mammals », Nature, NPG et Springer Science+Business Media, vol. 409, no 6816,‎ 4 janvier 2001, p. 53-57 (ISSN 1476-4687 et 0028-0836, OCLC 01586310, PMID 11343108, DOI 10.1038/35051023, lire en ligne).